# Ablutschje
Ablutschje (russisch Аблучье, deutsch Kurkenfeld) ist ein Ort in der russischen Oblast Kaliningrad. Er gehört zur kommunalen Selbstverwaltungseinheit Munizipalkreis Osjorsk im Rajon Osjorsk.
Das heutige Ablutschje befindet sich allerdings nicht mehr am Ort des ehemaligen Gutes Kurkenfeld, das verlassen ist, sondern nordöstlich davon an der Straße nach Praslowo (Schönefeld).

## Geographische Lage
Ablutschje liegt 25 Kilometer südwestlich der Rajonstadt Osjorsk (Darkehmen/Angerapp) an der Regionalstraße 27A-025 (ex R508). In Ablutschje zweigt die Kommunalstraße 27K-193 ab, die über Nilowo (Polleyken/Polleiken) nach Korolenkowo (Oschkin/Oschern) an der Regionalstraße 27A-037 (ex A197) führt.
Vor 1945 bestand Bahnanschluss über das drei Kilometer entfernte Charlottenruh an der Bahnstrecke von Insterburg nach Nordenburg der Insterburger Kleinbahnen, die nicht mehr in Betrieb ist.

## Geschichte
Das Gutsdorf Kurkenfeld zählte im Jahr 1820 169 Einwohner. Im Jahr 1874 wurde der Gutsbezirk Kurkenfeld Verwaltungssitz und namensgebender Ort für einen Amtsbezirk im Kreis Gerdauen. Im Jahre 1905 lebten in dem Gutsort 149 Menschen. Ihre Zahl vergrößerte sich, als am 30. September 1928 der Gutsbezirk Kurkenfeld mit der Landgemeinde Schönefeld (heute russisch: Praslowo) zur neuen Landgemeinde Kurkenfeld zusammengeschlossen wurde. 1933 zählte sie 488, 1939 noch 405 Einwohner. Sie wohnten in Kurkenfeld mit den Ortsteilen Charlottenruh (nicht mehr existent), Gnädtken (russisch nach 1945: Gerzeno, nicht mehr existent), Mitschullen (1938–1945 Mittwalde, nicht mehr existent), Rodwalde (russisch nach 1945: Krasnaja Poljana, nicht mehr existent) und Schönefeld.
Im Januar 1945 wurde Kurkenfeld von der Roten Armee besetzt. Die neue Polnische Provisorische Regierung ging zunächst davon aus, dass der Ort mit dem gesamten Kreis Gerdauen unter ihre Verwaltung fallen würde. Im Potsdamer Abkommen (Artikel VI) von August 1945 wurde die neue sowjetisch-polnische Grenze aber unabhängig von den alten Kreisgrenzen anvisiert, wodurch der Ort unter sowjetische Verwaltung kam. Die polnische Umbenennung des Ortes in Kurkowo im Juli 1947 wurde (vermutlich) nicht mehr wirksam. Im November 1947 erhielt er den russischen Namen Ablutschje und wurde gleichzeitig dem Dorfsowjet Nekrassowski selski Sowet im Rajon Osjorsk zugeordnet. Von 2008 bis 2014 gehörte Ablutschje zur Landgemeinde Nowostrojewskoje selskoje posselenije, von 2015 bis 2020 zum Stadtkreis Osjorsk und seither zum Munizipalkreis Osjorsk.

### Amtsbezirk Kurkenfeld 1874–1945
71 Jahre lang war Kurkenfeld Sitz und namensgebender Ort des Amtsbezirks Kurkenfeld, den am 9. April 1874 fünf Landgemeinden bzw. Gutsbezirke bildeten:
| Name (bis 1946)                      | russischer Name nach 1945 | Bemerkungen                                                  |
| ------------------------------------ | ------------------------- | ------------------------------------------------------------ |
| Landgemeinden:                       |                           |                                                              |
| Ernstwalde                           | Ilmowka                   | 1894 mit der Landgemeinde Klein Karpowen zusammengeschlossen |
| Klein Karpowen ab 1938: Klein Karpau | Malzewo                   | 1928 mit der Landgemeinde Waldburg zusammengeschlossen       |
| Schönefeld                           | Praslowo                  | 1928 zur Landgemeinde Kurkenfeld                             |
| Gutsbezirke:                         |                           |                                                              |
| Kurkenfeld                           | Ablutschje                | seit 1928 Landgemeinde                                       |
| Waldburg                             | Nikolajewka               | 1928 zur Landgemeinde umgewandelt                            |

## Kirche
Vor 1945 war Kurkenfeld mit seiner mehrheitlich evangelischen Bevölkerung in das Kirchspiel Karpowen (1938–1946 Karpauen) im Kirchenkreis Darkehmen (1938–1946 Angerapp) in der Kirchenprovinz Ostpreußen der Kirche der Altpreußischen Union eingepfarrt. Letzter deutscher Geistlicher war Pfarrer Ernst Salkowski.
Nach einem Verbot allen kirchlichen Lebens während der Zeit der Sowjetunion konnten sich in den 1990er Jahren wieder neue evangelische Gemeinden bilden. Ablutschje liegt im Einzugsbereich der Gemeinde in Tschernjachowsk, die zur ebenfalls neugegründeten Propstei Kaliningrad in der Evangelisch-Lutherischen Kirche Europäisches Russland (ELKER) gehört.